# 鄧成
鄧成，江西金溪县人，明朝政治人物、進士出身。

## 生平
永樂四年，登進士。后選為翰林院庶吉士，編撰永樂大典。